# Skånland
68°35′1″N 16°34′22″Ø / 68.58361°N 16.57278°Ø
Skånland kommune (samisk: Skániid gielda) er en tidligere kommune i Troms fylke i Norge, der  1. januar 2020 blev lagt sammen med kommunen Tjeldsund i Troms og Finnmark fylke. Administrationscenteret i den tidligere kommune var Evenskjer.
Kommunen grænsede i øst til Gratangen, i syd til Tjeldsund (dengang i Nordland fylke), Evenes og Narvik (i Nordland fylke), i vest til Norges største ø, Hinnøya og kommunerne Harstad og Ibestad.

Kommunen er omgivet af mange fjorde, Tjeldsundet i sydvest og Vågsfjorden i nordvest, samt Astafjorden i nord.
Europavej 10, også kaldt "Kong Olavs vei" går gennem kommunen.

## Seværdigheder
Den tidligere kommune har mange seværdigheder, som kan være et besøg værd:
- Blåfjell / Vilgesvarri – Gammel samisk boplads
- Ebbestua – Brugskunst og husflid i Tovik
- Helleren kraftverk – Sat i drift i 1958
- Skulpturlandskap Nordland – Kommunens bidrag er "De syv magiske punkter" af Martti Aiha
- Skånland museum – Indeholder ca. 1000 genstande fra landbrug, fangst, fiskeri og dagligliv